# Midnight Landing
Midnight Landing (ミッドナイトランディング?, Middonaito Randingu) è un videogioco arcade di genere simulazione di aerei, sviluppato e pubblicato dalla Taito nel 1987. Il titolo era rivoluzionario in quanto consentiva agli utenti di sperimentare cosa significasse essere un pilota grazie al suo design intricato, incluso un sistema di controllo a grandezza naturale che utilizzava un joystick e annunci in volo in inglese.

## Modalità di gioco
L'esterno del cabinato di Midnight Landing è progettato per assomigliare al muso di un aeroplano. Sebbene sia un'area piccola, il cabinato si muove in risposta alle operazioni dell'utente, consentendogli di immergersi nel gioco proprio come nella realtà. All'interno della cabina di pilotaggio, c'è un monitor e sotto ci sono il joystick per manovrare l'aereo e la leva dell'acceleratore per controllare il motore.
Come il nome suggerisce, l'obiettivo è pilotare un aereo che al buio si sta preparando ad atterrare sulla pista utilizzando i vari strumenti visualizzati e le luci guida visibili di fronte. Il titolo è composto da otto livelli, ambientati in aeroporti reali sia in Giappone che all'estero. Il fallimento non è dovuto solo allo schianto, ma anche quando non vengono seguite le istruzioni e il giocatore si allontana in modo significativo dalla rotta di atterraggio, o se non riesce a fermarsi dopo l'atterraggio e va oltre la fine della pista. Solo nel primo livello, il giocatore può premere il pulsante di avvio come mostrato sullo schermo e riprovarlo nel caso fallisca.
Dopo la fine del livello, appare una schermata di valutazione, in cui il giocatore viene valutato in base alla precisione dell'angolo di avvicinamento e della rotta di avvicinamento dell'aereo. In caso di successo, il giocatore può procedere a quello successivo, ma se l'atterraggio non riesce, la partita finisce. Con ogni round completato, l'aereo cambia in un modello più grande e la difficoltà di pilotaggio aumenta a causa dell'influenza della direzione e forza del vento e delle condizioni meteorologiche.

### Tappe
- Livello 1 - Amsterdam
- Livello 2 - Osaka
- Livello 3 - Tokyo
- Livello 4 - Melbourne
- Livello 5 - Singapore
- Livello 6 - Narita
- Livello 7 - Chitose
- Livello 8 - Londra

## Accoglienza
In Giappone, la rivista Game Machine elencò Midnight Landing nel numero del 15 gennaio 1988 come l'ottava unità arcade di maggior successo del 1987. La stessa rivista l'anno seguente (1988) lo elencò al sesto posto.

## Serie
- Top Landing (1988)
- Air Inferno (spin-off, 1990)
- Landing Gear (1996)
- Landing High Japan (1999)